# HMCS
HMCS – skrótowiec używany przed nazwami własnymi okrętów Kanady, oznacza: Her (His) Majesty's Canadian Ship (ang.: Kanadyjski Okręt Jej/Jego Królewskiej Mości).
Monarchą Kanady jest królowa (lub król) brytyjska, w zależności od płci monarchy skrót rozwijany jest jako His (Jego) lub Her (Jej).
Odpowiednikiem w języku francuskim (drugim języku urzędowym Kanady) jest NCSM, Navire canadien de Sa Majesté.